# Carl Lenné
Carl Jönsson Lenné, född 25 september 1878 i Södra Sandby församling, Malmöhus län, död 20 april 1953 i Lomma församling, Malmöhus län, var en svensk trädgårdsmästare.
Lenné, som var son till slaktaren Jöns Olsson och Anna Hanson, genomgick Alnarps trädgårdsskola  1897–1899. Han var trädgårdsmästare vid dövstumskolan i Växjö 1900–1902, praktiserade i England 1902–1905 och i Tyskland 1905–1907 samt var länsträdgårdsmästare i Malmöhus län från 1907.